# Остиљијано (Салерно)
Остиљијано је насеље у Италији у округу Салерно, региону Кампанија.
Према процени из 2011. у насељу је живело 431 становника. Насеље се налази на надморској висини од 300 м.